# Aleksandar Dyulgerov
Aleksandar Dyulgerov (Bulgarian: Александър Дюлгеров; sinh 19 tháng 4 năm 1990) là một cầu thủ bóng đá Bulgaria, thi đấu ở vị trí hậu vệ cho CSKA Sofia.